# Delirious (песня)
Delirious (с англ. — «В белой горячке») — двадцать четвёртый сингл американской блюз-рок-группы ZZ Top, пятый сингл альбома Afterburner. Выпущенный в формате промосингла добрался до 16 места в Top Rock Tracks.

## О песне
Сингл записывался в 1985 году в ходе работы над альбомом Afterburner. На этом альбоме группа достигла апогея в своём приближении к поп-року: обильное использование синтезаторов, «пластиковый» звук драм-машины, танцевальные мелодии. Песня Delirious продолжила сложившуюся на тот момент традицию группы ставить последней в альбоме «заводной» трек в исполнении Дасти Хилла (таковыми были в 1981 году Party on the Patio и в 1983 году Bad Girl). Естественно, что он тоже оказался выдержанным в общем стиле альбома с точки зрения записи, но тем не менее, его отмечают как несколько более напоминающий ZZ Top ранних лет.
Финальный трек Delirious с 1985-го, коммерчески успешного, но экстремально в духе 80-х альбома Afterburner (который фактически следует рассматривать как апофеоз водораздела, начавшегося с Eliminator) вёл смелую, но безусловно тщетную битву против эпохи занявших трон синтезаторов. Однако ей не удалось отобрать ни капельки у неистового вокала Дасти, выкрученного до предела его возможностей 
Оригинальный текст (англ.)The final cut on 1985’s commercially successfully, but extremely ‘80s-dated Afterburner album (which essentially served as a victory lap for the watershed Eliminator), "Delirious" waged a brave but ultimately futile battle against the period’s domineering synth sounds. However, that takes nothing away from Dusty’s fiery lead vocal, wrung out at the very top of his range

Дасти Хилл сказал про песню, что это «история моей жизни».
Сингл был выпущен только лишь в формате промосингла, для распространения на радиостанциях.

## Участники записи
- Билли Гиббонс — гитара
- Дасти Хилл — вокал, бас-гитара
- Фрэнк Бирд — ударные, перкуссия

Технический состав
- Билл Хэм — продюсер